# Haughton (Luizjana)
Haughton – miasto w Stanach Zjednoczonych, w stanie Luizjana, w parafii Bossier.